# Lluís Alcanyís
Lluís Alcanyís (Xàtiva, Costera, segle xv - València, 1506) fou un poeta i metge valencià.
De família jueva conversa, ocupa la primera càtedra de medicina a l'aleshores recentment creada Universitat de València. De la seua activitat literària n'ha quedat només un poema inclòs en Les obres o trobes en lahors de la verge Maria (València, 1474). En canvi, la seua obra cabdal és l'obra mèdica Regiment preservatiu e curatiu de la pestilencia, compost per mestre Luis Alcanys mestre en medecina, una sèrie d'indicacions per a prevenir i guarir la pesta. La Inquisició instaurada pels Reis Catòlics pocs anys abans els acusà de practicar el judaisme a ell i a la seua segona dona, Elionor Esparça. Elionor va ser condemnada a mort i va morir cremada per la Inquisició el 19 de setembre de 1505. Lluís Alcanyís morí en la foguera el 23 de novembre de 1506.
Del Regiment preservatiu, només se'n conserven tres exemplars al món, un dels quals a la Biblioteca Valenciana Nicolau Primitiu.
Actualment, l'hospital de Xàtiva duu el seu nom.